# جون دبليو. كو
جون دبليو. كو (بالإنجليزية: John W. Coe)‏ هو سياسي أمريكي، ولد في 26 مايو 1839، وتوفي في 17 يناير 1890. حزبياً، نشط في الحزب الجمهوري. وقد انتخب عضو مجلس ولاية نيويورك.